# Óscar Torres (scrittore)
Óscar Orlando Torres (Cuscatancingo, 1971) è uno scrittore, sceneggiatore, produttore cinematografico e attore salvadoregno.
Nato in un piccolo villaggio rurale dell'area di Cuscatancingo (El Salvador), Torres ha vissuto la sua infanzia in piena guerra civile del suo Paese (1980-1992).
Per evitare di essere arruolato delle Forze armate della dittatura come bambino soldato è emigrato clandestinamente da solo verso gli Stati Uniti nel 1985, dove solo 6 anni più tardi è stato raggiunto dalla madre e dai fratelli.
Vissuto a Los Angeles, nel 1990 si è iscritto all'Università di Berkeley. Tornato nel 1994 a Los Angeles ha iniziato a lavorare nel mondo dello spettacolo; ha lavorato in spot pubblicitari e poi in serie televisive (E.R. - Medici in prima linea, First Monday, Da un giorno all'altro, CSI: Miami)
Le vicende autobiografiche della guerra civile, dei bambini soldato e della fuga verso gli Stati Uniti sono narrate nel film I figli della guerra (diretto da Luis Mandoki).

## Sceneggiatura
- Libertad The dark untold truth of Castros's Cuba (2000)
- La Clave 7 (2001)
- I figli della guerra (2004), regia di Luis Mandoki
- Màncora (2008), regia di Ricardo de Montreuil[2]
- La vida no es igual (Life Is Not The Same) (2008), regia di Oscar Torres[3]
- The Phone Book (2008)
- En tus manos (2010), regia di Ron Jacobs[4]
- Viento en Contra (2011), regia di Walter Doehner[5]
- La Viña (2013), regia di James Katz[6]